# DADDY (싸이의 노래)
〈DADDY〉는 대한민국의 가수 싸이의 노래이다. 2015년 12월 1일 공개되었으며, 싸이의 일곱 번째 정규 앨범 《칠집싸이다》의 더블 타이틀곡 중 하나이다. 유건형과 퓨쳐 바운스가 편곡을 맡았고, 싸이, 테디, Dominique Regiacorte, Jean-Luc Jacques Michel Drion, 윌리엄 아담스가 작곡진으로 참여했다.  CL은 피처링 가수로 참여했다.

## 차트
| 차트 (2015)                    | 최고 순위 |
| ------------------------------ | --------- |
| 오스트레일리아 (ARIA)          | 103       |
| 벨기에 (울트라팁 플랑드르)     | 85        |
| 대한민국 (가온 디지털 차트)    | 1         |
| 대한민국 (가온 다운로드 차트)  | 1         |
| 대한민국 (가온 스트리밍 차트)  | 1         |
| 대한민국 (가온 BGM 차트)       | 5         |
| 미국 (핫 댄스/일렉트로닉 송스) | 6         |
| 미국 빌보드 핫 100             | 97        |
| 캐나다 (캐나디안 핫 100)       | 36        |

## 뮤직비디오
뮤직비디오에는 유희열, 하지원이 출연하였다.